# Natanya Open
Il Natanya Open è un torneo professionistico di tennis giocato su campi in cemento. Fa parte dell'ITF Men's Circuit e dell'ITF Women's Circuit. Si gioca annualmente a Natanya in Israele.

## Albo d'oro

### Singolare maschile
| Anno     | Campione             | Finalista            | Punteggio |
| -------- | -------------------- | -------------------- | --------- |
| 2012     | Maximilian Neuchrist | Axel Michon          | 6–4, 6–4  |
| 2013     | Dennis Novak         | Stefan Seifert       | 6–2, 6–3  |
| 2013 (2) | Alexis Musialek      | Martin Vaisse        | 6–4, 6–3  |
| 2013 (3) | Chen Ti              | Maximilian Neuchrist | 6–4, 6–3  |

### Doppio maschile
| Anno     | Campioni                       | Finalisti                          | Punteggio             |
| -------- | ------------------------------ | ---------------------------------- | --------------------- |
| 2012     | Stephan Fransen Wesley Koolhof | Sam Barry Sebastian Lavie          | 4–6, 7–6(7–4), [11–9] |
| 2013     | Claudio Grassi Miliaan Niesten | Nicolas Reissig Sebastian Wagner   | 6–3, 6–7(1–7), [10–2] |
| 2013 (2) | Viktor Filipenko Levente Godry | Alexandros Jakupovic Michal Schmid | 6–4, 4–6, [10–5]      |
| 2013 (3) | Chen Ti Maximilian Neuchrist   | Jerome Inzerillo Alexis Musialek   | 7–5, 6–3              |

### Singolare femminile
| Anno     | Campionessa               | Finalista          | Punteggio     |
| -------- | ------------------------- | ------------------ | ------------- |
| 2012     | Anna Karolína Schmiedlová | Stephanie Vogt     | 0–6, 6–3, 6–4 |
| 2013     | Natela Dzalamidze         | Polina Lejkina     | 6–4, 6–3      |
| 2013 (2) | Aljaksandra Sasnovič      | Amandine Hesse     | 6–2, 7–5      |
| 2013 (3) | Aljaksandra Sasnovič      | Polina Vinogradova | 6–3, 3–6, 6–4 |
| 2014     | Barbora Štefková          | Saray Sterenbach   | 7–6(7–4), 6–3 |

### Doppio femminile
| Anno     | Campionesse                          | Finaliste                                  | Punteggio         |
| -------- | ------------------------------------ | ------------------------------------------ | ----------------- |
| 2012     | Ljudmyla Kičenok Nadežda Kičenok     | Zuzana Luknárová Anna Karolína Schmiedlová | 6–1, 6–4          |
| 2013     | Oleksandra Korashvili Polina Lejkina | Natela Dzalamidze Aminat Kushkhova         | 6–4, 6–2          |
| 2013 (2) | Polina Lejkina Aljaksandra Sasnovič  | Natela Dzalamidze Aminat Kushkhova         | 2–6, 7–65, [10–8] |
| 2013 (3) | Polina Monova Aljaksandra Sasnovič   | Lu Jiajing Lu Jiaxiang                     | 6–1, 6–2          |
| 2014     | Pia König Barbora Štefková           | Mariam Bolkvadze Anastasia Pribylova       | 6–3, 6–2          |